# 托馬斯·巴洛 (肯塔基州)

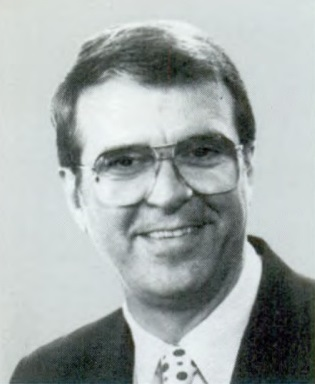
1993年的托馬斯·巴洛

托馬斯·巴洛（英語：Thomas Jefferson "Tom" Barlow III，1940年8月7日—2017年1月31日），美国华盛顿特区人，美国政治家、美国民主党人。1993年至1995年，他代表肯塔基州出任美国联邦众议员。
2017年1月31日，因病在肯塔基州帕迪尤卡去世，享年76岁。